# یقه‌دارها
یقه‌دارها (نام علمی: Parascyllium) نام یک سرده از تیره کوسه‌نهنگ‌های یقه‌دار است.